# Pharyngodictyon cauliflos
Pharyngodictyon cauliflos är en sjöpungsart som beskrevs av Monniot 1991. Pharyngodictyon cauliflos ingår i släktet Pharyngodictyon och familjen klumpsjöpungar. Inga underarter finns listade i Catalogue of Life.